# クルト・ヴェス
クルト・ヴェス（Kurt Wöss、1914年5月2日 - 1987年12月4日）は、オーストリアの指揮者、音楽学者である。

## 来歴
1914年、リンツに生まれた。ツァイレアンで育ったのちグラーツのギムナジウムに通う。1938年までウィーン国立音楽大学でマックス・シュプリンガーとヨーゼフ・マルクスに作曲を学び、個人教授でフェリックス・ワインガルトナーに指揮を学んだ。直後にウィーン大学でロベルト・ハース、エゴン・ヴェレス等に音楽学を学ぶ。1946年、ウィーン・トーンキュンストラー管弦楽団の首席指揮者に就任。1951年から1954年までNHK交響楽団の首席指揮者を務め、リヒャルト・シュトラウスの家庭交響曲などの日本初演を行った。その後、ウィーン・トーンキュンストラー管弦楽団に復帰する一方でメルボルン交響楽団やリンツ・ブルックナー管弦楽団の首席指揮者となった。1983年に東京フィルハーモニー交響楽団に客演し、ブラームス交響曲全曲チクルスの一環として、師ワインガルトナーが得意とした交響曲第2番を指揮する。1985年、ウィーン・ヨハン・シュトラウス管弦楽団を率いて来日。同年秋にはウィーン・トーンキュンストラー管弦楽団の来日公演にも帯同。1986年にも来日したが、1987年、ドレスデン・フィルハーモニー管弦楽団とのブルックナーの交響曲第2番のリハーサル中に心筋梗塞を起こし、ドレスデンで没した。
教え子としては大町陽一郎、伊藤栄一、三石精一らがいる。

## N響常任時代
ヴェスがN響の常任になった背景としては、前任者ヨーゼフ・ローゼンシュトックとは違ったスタイルの指揮者が求められていたこともあるが、N響事務長有馬大五郎がウィーン留学時代に築き上げたコネクションが大いに関係している。コネクションの是非はともあれ、ヴェスの就任が日響（日本交響楽団）から名称変更したばかりのN響に新風を吹き込んだのは間違いないことである。
ヴェスのレパートリーは独墺系楽曲であったが、その中でも一番聴衆に喜ばれたのがウィンナワルツの演奏であった。1952年1月の特別演奏会で初めてウインナ・ワルツで構成されたプログラムが大好評を博して以来、離任までに演奏会や放送で何度も行われた。晩年には、ウィーン・ヨハン・シュトラウス管弦楽団との2回の来日で往年を髣髴とさせた。また、ウィーンからの客員奏者4名（Vn：パウル・クリング、Cl：ロルフ・アイヒラー、ob：ユルク・シェフトライン、hrp：ヨゼフ・モルナール）を招聘してN響のアンサンブルの改善を図った。これら客員奏者はアンサンブルの主軸としてのみならず、演奏会ではしばしばソリストとしても出演し、レベルアップに一役買った。なお、このうちモルナールは日本に残り、日本のハープ奏者育成に多大な貢献をした（主な弟子に竹松舞他）。

## トピックス
ヴェスがN響の常任に就任した頃は、戦後の混乱もひとまず収まり、外来音楽家が少しずつ来日するようになった時期でもあった。ヴェス&N響もそういった音楽家の何人かと共演する機会に恵まれた。1952年5月には、戦前のメトロポリタン歌劇場で一級のワーグナーソプラノとして活躍したヘレン・トラウベルと「ワーグナーの夕べ」を開催。同年7月には名バリトン、ゲルハルト・ヒュッシュとの演奏会を行った。1953年に入ると、3月の第345回定期他でワルター・ギーゼキング、5月にマリアン・アンダーソン、同年9月の第349回定期でアイザック・スターンと共演を重ねた。
外来音楽家との共演以外では、長く日本で演奏活動をしていたレオニード・クロイツァーや、台頭著しい日本人歌手の何人かと共演がある。1953年5月の第347回定期（ベートーヴェンの歌劇『フィデリオ』全曲）では、その日本人歌手の一人、大賀典雄と共演している。後のソニー会長その人である。この演奏会では、ハープ奏者のモルナールもバス歌手として出演。意外な一面を見せている。
N響以外での特筆事項としては、芥川也寸志に弦楽のための三楽章『トリプティーク』の作曲を依頼、1953年にニューヨーク・フィルハーモニックの演奏会で初演していることが挙げられる。

## レコーディング・映像
映像はN響を指揮したニュース映像（音無し）がある。
レコーディングは、N響と共演したものとしては前述のクロイツァー、トラウベル、ギーゼキングとの共演のライヴ録音（クロイツァーとのライヴ録音は、クロイツァーの最後の録音でもある。ギーゼキングとのライヴ録音はプライヴェート盤）がある。海外オーケストラとの共演盤では、若き日のイヴリー・ギトリスと共演したパガニーニのヴァイオリン協奏曲第1番（1950年）やブルックナーの交響曲第4番の初稿版（世界初録音）、同じくブルックナーの交響曲第9番（1984年、ヴュルテンベルク国立管弦楽団）、ミシェル・オークレールの伴奏を務めたレコードがある。
なお2007年現在、ユニバーサルミュージックから発売している「どこかで聴いたクラシック2/せつないメロディ」の中に、サラサーテのツィゴイネルワイゼンを指揮したものがあり、ネット配信も可能である。